# プリングルズ
プリングルズ（英：Pringles）は、P&Gによって開発されたじゃがいもおよび小麦でできた成型ポテトチップスの商標である。世界140か国以上で販売され、年間10億USドル以上を売り上げている。
P&Gの食品事業撤退による売却にともない、2012年以降はケロッグが商標権を所有している。

## 商品名
「プリングルズ」の名称の由来にはいくつかの説があり、ひとつは「じゃがいもを処理するための方法と装置（"Method and Apparatus for Processing Potatoes"）」というアメリカ特許を1937年3月5日に取得したマーク・プリングルにちなむもので、特許は脱水加工されたポテトの味を改良するために引用された。他には、P&Gの2人の営業担当者がシンシナティのプリングル通りに居住していたことにちなむもので、プリングルズ公式サイトの記載を以下に引用する。
商品名が「プリングルス」と発音・表記される場合があるが、日本ケロッグによる日本向け製品の正式商品名は「プリングルズ」と濁る。コルドンヴェール株式会社が米国より輸入しやまや等が販売する海外向けパッケージは、同輸入元により「プリングルス」の日本語ラベルが貼付されている。

## 来歴
プリングルズブランドのポテトチップスは、1968年10月にアメリカで発売され、1970年代半ばには世界的に流通するようになっていた。1967年の発売当初は、"Pringle's Newfangled Potato Chips"の商品名で売り出されたが、翌年現在の商品名に改められている。プリングルズのテレビコマーシャルは、Thomas Scott Cadden によって1968年に制作された。ヨーロッパ、ニュージーランド、南米、イスラエルなど、世界各国で売られている。様々な種類の味で販売され、地域限定のものもある。日本でも輸入雑貨店などでアメリカ版が販売されている。
2011年4月、P&G社はアメリカ・カリフォルニアのダイヤモンド・フーズ社への23億5000万ドルでの事業売却に同意し、これによりダイヤモンド社のスナック事業規模は3倍以上になるとされた。しかし2012年2月15日に買収交渉は打ち切られたことが発表され、同日ケロッグ社が26億9500万ドルで事業を買収すると発表した。

### アジアにおける販売
日本では1994年から正規販売が始まり、日本国内における独占販売契約をプロクター・アンド・ギャンブル・ジャパン（P&Gジャパン）と締結している明治が販売総代理店となっていたが、上記の売却により、2013年1月からケロッグ社の日本法人である日本ケロッグと森永製菓が販売総代理店となった。2020年3月末に、森永製菓がプリングルズの販売総代理店契約を更新せずに終了し、2020年4月以降は日本ケロッグによる直販体制となる。
日本のCMではかつて「開けたら最後。You can't stop.」というキャッチフレーズが使われていた。また、当初は他のCMと同様にCM最後にP&Gロゴを表示していたが（P&Gフーズとして表示した場合もあった）、2001年9月以降は非表示となった。
アジア向けには中国とマレーシアで外部企業に委託して生産を行っていたが、2015年にはケロッグがマレーシアに新工場を建設、アジア向けの大きさとフレーバーでプリングルズの生産を開始した。イスラム教のハラールに則ってラードやポークエキスなどを使わず製造は行われている。日本仕様は2015年8月より米国ジャクソン工場生産品からマレーシア産の商品に切り替えられた。

## 味の種類
プリングルズは世界の各地域で限定フレーバーを発売しており、北アメリカではパスタ用ソースを添えたモッツァレラスティック、ラテンアメリカではハラペーニョ味を発売した。

### 日本
2023年10月現在販売中のもの
- うましお味（元々は、オリジナル（P&G時代初期・1994年5月発売）→マイルドソルト(1998年9月発売)→うすしお味(2002年9月改称)）
- サワークリーム&オニオン味（P&G時代の初期から続く定番フレーバー・1994年5月発売）
- CHEEEEEESE 4種のチーズ
- おつまみ海苔味（コンビニエンスストア限定）
- グリルバーガー

過去に販売されていたもの
P&G時代
- チーズ味(1994年5月発売)
- リッジ(ギザギザ)バーベキュー味(1995年9月発売)
- リッジ(ギザギザ)チーズサワークリーム味(1996年4月発売)
- (ライト)あっさり塩味(1996年9月発売)
- (ライト)サワークリーム&オニオン味(1996年9月発売)
- ピザ味(1999年9月発売)
- ワイルドコンソメ味(2000年3月発売)
- ファンキーソイソース味(2000年10月発売)
- ホット&スパイシー味(2001年3月発売)
- クリスピーカレー味(2002年3月発売)
- ウィンターソルト味(2002年12月発売・期間限定)
- ウエスタンBBQ味(2003年1月発売・期間限定)
- クリーミーチーズ味(2003年3月発売)
- メキシカンタコス味(2003年3月発売)
- 屋台のテリヤキソース味(2003年5月発売・期間限定)
- 屋台のチリソース味(2003年5月発売・期間限定)
- ジャーマンベーコン味(2003年9月発売・期間限定)
- スモーキーBBQ味(2003年11月発売・期間限定)
- グリルドシュリンプ&ペッパー味(2004年3月発売・期間限定)
- グリークフェタ味(2004年7月発売・期間限定)
- ピザリシャス味(2004年8月発売・期間限定)
- ウィンターBBQ味(2004年12月発売・期間限定)
- フレンチコンソメ味(2005年3月発売)→リッチコンソメ味(2009年1月改称)
- フレッシュトマト&ガーリック味(2005年8月発売・期間限定)
- デビルホット味(2005年11月発売・期間限定)
- ブラックペッパー味(2006年4月発売・期間限定)
- グリルド・チーズ味(2006年6月(期間限定)、2010年11月発売)
- テキサスバーベキュー味(2006年9月(期間限定)、2008年3月(期間限定)、2010年2月発売)
- シカゴピッツァ味(2006年12月発売・期間限定)
- ベイクドチーズポテト味(2007年4月発売・期間限定)
- インディアンカレー味(2007年6月発売・期間限定)
- チーズ&チーズ味(2007年6月発売・期間限定)
- ポテトチーズグラタン味(2007年9月発売・期間限定)
- ウィンターチーズフォンデュ味(2007年12月発売・期間限定)
- クラッシュドペッパー味(2008年2月発売・期間限定)
- イタリアンブルスケッタ味(2008年3月発売・期間限定)
- スイスチーズテイスト味(2008年5月発売・期間限定)
- イタリアンピッツァ味(2008年5月発売・期間限定)
- スモーキーサラミ味(2008年8月発売・期間限定)
- ベーコンサワークリーム味(2008年9月発売・期間限定)
- オニオンチーズグラタン味(2008年9月発売・期間限定)
- ハニーローストチキン味(2008年11月発売・期間限定)
- マヨチーズポテト味(2009年2月、2010年1月発売・ともに期間限定)
- チーズカーニバル味(2009年3月発売・期間限定)
- スパイシーチキン味(2009年3月発売・期間限定)
- トルコ屋台のビーフケバブ味(2009年6月発売・期間限定)
- ホワイトクリームチーズ味(2009年11月発売・期間限定)

プリングルズジャパン・ケロッグ時代
- 味わいコンソメ味
- 四穀チップス（2012年3月 -）- 四種類の穀物（米・ブラン・黒豆・大麦麦芽）を配合したポテトチップス。
  - うすしお味
  - サワークリーム&オニオン味

- エスニックスパイシー味（期間限定）
- N.Y.チーズバーガー味（期間限定）
- グリーンカレー味（期間限定）
- からあげ味（期間限定）
- わさびのり味（期間限定）
- バターしょうゆ味（期間限定）
- ハラペーニョ&オニオン味
- クリームシチュー味（期間限定）
- やみつきガーリック バター風味（2023年2月27日発売、期間限定商品）

### アメリカ
- オリジナル味
- ローデッドベークドポテト味
- サワークリーム&オニオン味
- ハラペーニョ味
- ピザ味
- ピザリシャス味
- ホワイトチェダーチーズ味
- チリチーズ味
- スパイシーケージャン味
- ランチ味
- ランチレジャーズ味
- バーベキュー味
- ベーコンランチ味
- スパイシーグァカモーレ味
- ファイヤーホット味
- ソルト&ビネガー味
- ダイエットマイナスカロリー味
- ダイエットバーベキュー味
- パプリカ味
- テキサスBBQソース味
- ハニーマスタード味

### レストランクレーバーズ
- オニオンブロッサム味
- メキシカンレイヤードディップ味
- モッツァレラ＆マリネラ味

### エクストリーム
- キックインチェダー味
- ブレイジンバッファローウィング味

## パッケージ
プリングルズのパッケージは従来袋詰めだったチップスを均一に積み重ねるために、1966年にアメリカの有機化学者フレドリック・バウアーが設計し、1970年に特許を取得した。バウアーはこのパッケージに誇りを持っており、2008年に彼が死去した際には、遺言によって遺体の一部がプリングルズの筒に入れられて葬られた。
パッケージは内側にアルミをライニングした紙の筒と金属製の底、プラスチック製のキャップで構成される。環境問題に関して分別廃棄に不適なパッケージのため不満の声が上がっている。イギリスリサイクル協会のサイモン・エリンCEOは2017年に行われたインタビュー上で、金属、紙、プラスチックの分離が困難なプリングルズのパッケージは、環境を考えると「悪夢」だと語っている。プリングルズの広報は、当パッケージには鮮度を保ち汚染を防ぐ機能があり、新鮮なチップスを提供する事で食品の無駄を最小限にしていると述べている。また、日本ケロッグはリサイクルのための分解方法や、物入れなどの再利用法を提案している。類似した形状を持つヤマザキビスケットのチップスターの場合、1992年以前はプリングルスと同様な構成の容器を使用していたが、1992年からは「地球にやさしいチップスター」をテーマに、蓋および底面を含め、全て紙製に変更している。ただしポテトチップス自体はアルミ蒸着フィルムの袋に入っているため、容器の中に直接ポテトチップスが入っているプリングルスとは状況が異なる。

## イギリスにおける法闘争
イギリスでは低所得者救済のため、生活必需品の消費税率を低く、嗜好品の税率を高くする軽減税率の政策を採っている。プリングルズは嗜好品にあたるポテトスナックとして17.5パーセントの課税対象商品とされていたが、米P&G社はジャガイモの使用量が50%以下である事、当局の定めるポテトスナックの基準が「ポテトチップ、ポテトスティックなどポテトやジャガイモ粉、ジャガイモのでんぷんを原料とした菓子類」であるなどを理由にポテトチップスではない（嗜好品ではない）と主張して争った。2008年7月の一審では英高等裁判所がP&G側の主張を認める判決を下したが、2009年5月の二審で英控訴院が逆転判決を下し、P&Gは敗訴。プリングルズはポテトスナックに分類され課税対象となることで決着した。

## アメリカ合衆国におけるプリングルズ
ダブルカプセルパックなどといわれる2ケース入り商品などがある。袋入りや、3ケースセット、日本でも販売されているミニケース商品などがある。カロリーをおさえたものとして代替油脂のオレストラが含まれている場合があり、これが下痢や血便、腹痛などの副作用を引き起こすため、テレビ番組などで揶揄されることがあった。
2005年より一つ一つのポテトチップに、赤や青の食用色素でスポーツや音楽などに関するクイズや豆知識などを印刷した「プリングルズ・プリンツ」を販売している。日本でも2006年に豆知識や王様ゲームを印刷した「プリングルズ プリントチップス」としてセブン-イレブンなどで限定発売していた。子供たちが学校に携行するランチにポテトチップスがつく場合がある。食べ過ぎを防ぐために少量しか入れられない「携帯プリングルズケース」もある。プリングルズの自動販売機が存在する。軍用レーションにプリングルズが付属している場合がある。